# دارماكرتي
دارماكرتي (القرن السادس أو السابع الميلادي)، (بالتبتية: ཆོས་ ཀྱི་ གྲགས་ པ་؛ بالوايلية: chos kyi grags pa)، فيلسوف بوذي هندي مؤثر عمل في نالاندا. كان أحد العلماء الرئيسيين في نظرية المعرفة (برامانا) في الفلسفة البوذية، وهو مرتبط بمدرستي يوغاكارا وساوترانتيكا. مثل أيضًا أحد المنظرين الرئيسيين في الذرية البوذية. أثرت أعماله في مفكري مدارس الميمامسا والنيايا والشيفاوية في الفلسفة الهندوسية بالإضافة إلى مفكري الجاينية.
كان كتاب برامانافارتيكا، وهو أكبر وأهم أعمال دارماكرتي، مؤثرًا جدًا في الهند والتبت بصفته نصًا مركزيًا عن البرامانا («أدوات المعرفة الصالحة») وعلق عليه العديد من العلماء الهنود والتبتيين على نطاق واسع. ما زالت نصوصه جزءًا من الدراسات في أديرة البوذية التبتية.

## لمحة تاريخية
لا يُعرف على وجه اليقين سوى القليل عن حياة دارماكرتي. تشير كتابات القديسين التبتية إلى أنه كان براهميًا ولد في جنوب الهند وكان ابن أخ عالم الميمامسا المدعو كوماريلا بهاتا. حين كان يافعًا، تحدث كوماريلا بصورة مسيئة مع دارماكرتي حين اكتسى برداء البراهمية. دفع ذلك دارماكرتي إلى التحول إلى رداء النظام البوذي بدلًا من ذلك، عازمًا على «هزيمة كل الزنادقة». بصفته طالبًا في البوذية، درس أولًا تحت إشراف إيسفاراسينا، وانتقل لاحقًا إلى نالاندا حيث تعرف على دارمابالا في القرن السادس. مع ذلك، تعد دقة السير القديسي التبتي غير مؤكدة، ويضعه العلماء في القرن السابع بدلًا من ذلك. يعود هذا الأمر إلى التناقضات بين النصوص التبتية والصينية المختلفة، ولأن النصوص الهندية بدأت بمناقشة أفكاره في منتصف القرن السابع تقريبًا وما بعده، مثل الاستشهاد بجمل دارماكرتي في أعمال آدي شانكارا. أجمع معظم العلماء على أن دارماكرتي عاش بين 600-660 م، ووضعه القليل منهم في تاريخ أبكر.
يعود الفضل إلى دارماكرتي في تطوير أعمال ديغانغا، وهو رائد في المنطق البوذي، وأصبح منذ ذلك الحين مؤثرًا في التقليد البوذي. أصبحت نظرياته معيارية في التبت وما تزال تُدرس حتى يومنا هذا بصفتها جزءًا من المناهج الرهبانية الأساسية.
يعتبر التقليد التبتي أن دارماكرتي وُجّه ليصبح راهبًا بوذيًا في نالاندا من قبل الإله دارمابالا. نجد في كتاباته العبارة القائلة بأن لا أحد سيفهم قيمة عمله وأن جهوده سوف تصبح طي النسيان قريبًا، لكن التاريخ أثبت أن مخاوفه كانت خاطئة.

## اقرأ أيضاً
- ماهايانا